# مقابر الأنف

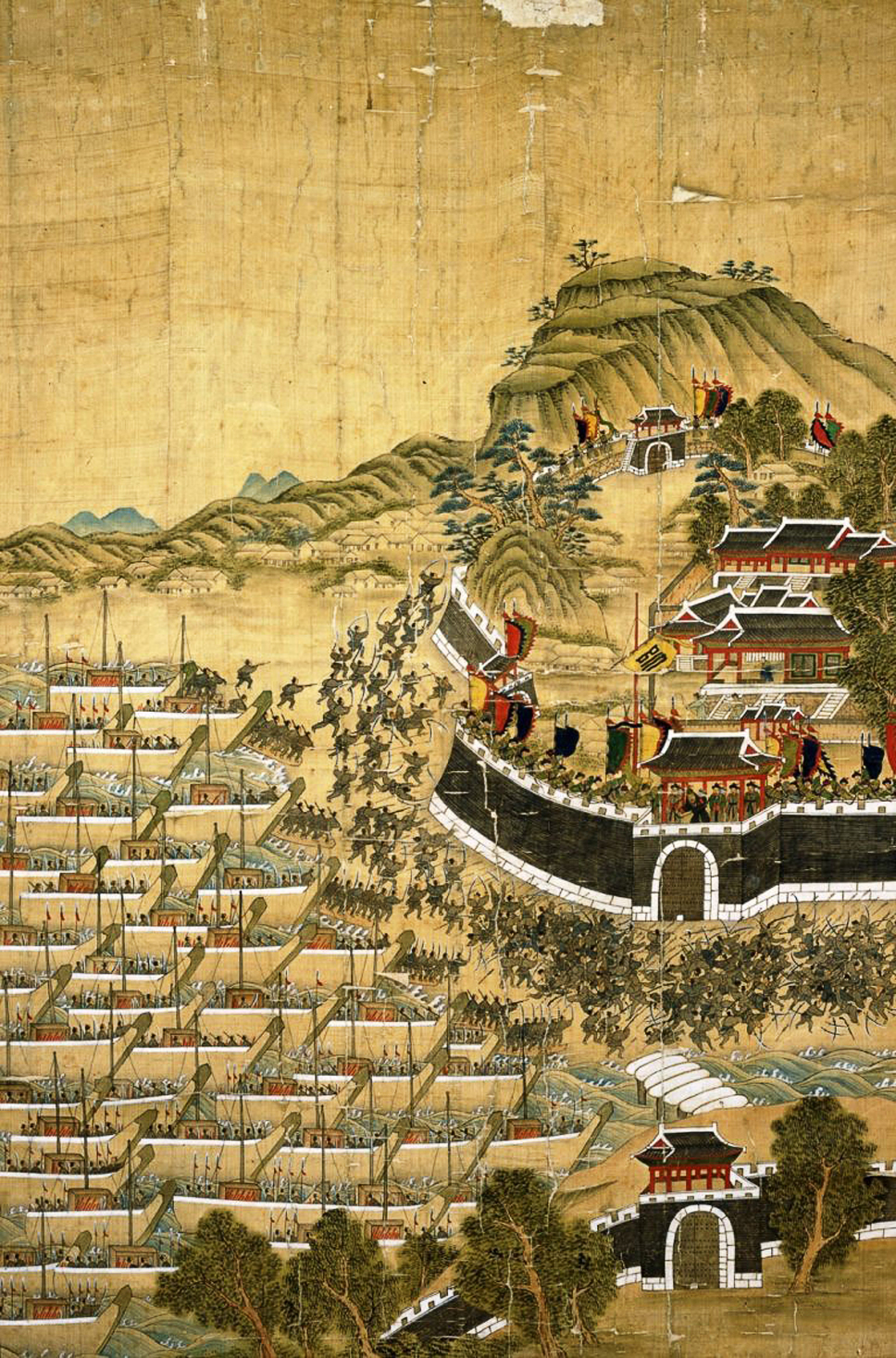
الغزو الياباني لكوريا عام 1592

مقابر الأنف (بالكورية: 코 무덤)‏ هي المقابر التي تحتوي على أنوف بشرية أو أجزاء أخرى من الجسم تم إعادتها إلى اليابان كجوائز تذكارية خلال الغزوات اليابانية لكوريا في أواخر القرن السادس عشر.
كانت غنائم الحرب جزءًا من التقاليد اليابانية في ذلك الوقت، وكان محاربو الساموراي يتقاضون رواتبهم في كثير من الأحيان وفقًا لعدد ما يجمعونه. كان من المعتاد أخذ رأس العدو المقطوع ولكن الجنود لجأوا إلى أخذ الأنوف بدلاً من ذلك بسبب عدم جدوى نقلهم والعدد الهائل من الجثث.
تم اكتشاف مقبرة أنف واحدة في عام 1983 في أوكاياما بالقرب من أوساكا. احتوت هذه المقبرة على أنوف مقطوعة ومخللة لما يقرب من 20,000 قتيل كوري تم إعادتها في نهاية المطاف إلى كوريا في عام 1992 وحرقها. لا يزال قبر مشابه موجودًا حتى اليوم في كيوتو يسمى ميميزوكا، وهو يعني حرفيا «تل الأذن»، على الرغم من أنه يحتوي على أنوف وليس آذان. اقترح الباحث الكونفوشيوسي هاياشي رزان استخدام مصطلح «أذن» باعتباره تعبيرًا ملطفًا لأن قبر الأنف كان يعتبر بربريًا للغاية. تم جلب الأنوف الموجودة في ميميزوكا من كوريا في براميل من محلول ملحي وبقيت في الموقع لمدة 400 عام.
في اليابان، تعتبر هذه المقابر آثارًا من قبل قلة ممن يعرفون عنها، لكن هذه المقابر معروفة جيدًا في كوريا. 